# Sośno (gromada)
Sośno – dawna gromada, czyli najmniejsza jednostka podziału terytorialnego Polskiej Rzeczypospolitej Ludowej w latach 1954–1972.
Gromady, z gromadzkimi radami narodowymi (GRN) jako organami władzy najniższego stopnia na wsi, funkcjonowały od reformy reorganizującej administrację wiejską przeprowadzonej jesienią 1954 do momentu ich zniesienia z dniem 1 stycznia 1973, tym samym wypierając organizację gminną w latach 1954–1972.
Gromadę Sośno z siedzibą GRN w Sośnie utworzono – jako jedną z 8759 gromad na obszarze Polski – w powiecie sępoleńskim w woj. bydgoskim, na mocy uchwały nr 24/9 WRN w Bydgoszczy z dnia 5 października 1954. W skład jednostki weszły obszary dotychczasowych gromad Sośno i Wielowiczek ze zniesionej gminy Wielowicz oraz obszary dotychczasowych gromad Obodowo i Dębiny ze zniesionej gminy Wałdowo w tymże powiecie. Dla gromady ustalono 21 członków gromadzkiej rady narodowej.
31 grudnia 1959 do gromady Sośno włączono wieś Przepałkowo i miejscowość Borówki ze zniesionej gromady Olszewka w tymże powiecie.
1 stycznia 1969 do gromady Sośno włączono sołectwa Wielowicz, Szynwałd, Płosków i Rogalin ze zniesionej gromady Wielowicz w tymże powiecie.
1 stycznia 1972 do gromady Sośno włączono sołectwo Olszewka z gromady Wałdowo w tymże powiecie.
Gromada przetrwała do końca 1972 roku, czyli do kolejnej reformy gminnej. 1 stycznia 1973 w powiecie sępoleńskim utworzono gminę Sośno.